# Kältewelle 1956 in Europa
Der Februar 1956 gehört zu den kältesten Monaten seit Beginn der Wetteraufzeichnungen, er war vielerorts sogar der kälteste Einzelmonat überhaupt. Vielerorts in Deutschland war er um rund 10 Grad kälter als im langjährigen Mittel.
Am 1. Februar 1956 begann eine Kältewelle, die Kältewelle in Europa 1956: zwischen einem stabilen Hochdruckgebiet über Skandinavien und einem Tiefdruckgebiet über Südosteuropa strömte eisige Kaltluft (minus 25 bis minus 30 Grad C) aus Sibirien auf direktem Weg nach Mitteleuropa.
Die Westdrift war komplett blockiert. Die Kälte erreichte am 2. Februar auch Südfrankreich.
Eine ungewöhnlich beständige Winterwetterlage begann. Hochdruckgebiete lagen über der Nordsee und über Skandinavien; Tiefdruckgebiete über Italien und der Ukraine.
Am 9. und 10. Februar 1956 verlagerte sich erneut eine Kaltluftblase mit unter −25 Grad in rund 1400 Meter Höhe über die Ostsee und Mitteldeutschland hinweg bis zu den Alpen.
Vor allem in Sachsen und Bayern war es extrem kalt.
Bei den Schneehöhen wurden keine Rekorde gebrochen, weil die maximal mögliche absolute Luftfeuchtigkeit mit der Temperatur sinkt.
In Deutschland zogen zahlreiche Tiefdruckstörungen mit feuchter Luft und Schneefällen durch. Der Nordwesten lag näher am Hoch; dort fiel relativ wenig Schnee. In Vorpommern verursachte der Lake Effect starke Schneefälle von der Ostsee her und große Schneehöhen.
Fast alle großen Flüsse froren zu und führten schon nach wenigen Tagen Eis (Eisgang).
Am Rhein kam es beispielsweise bei Bingen zu einem Eisstau.
Erst gegen Ende des Monats normalisierten die Temperaturen sich wieder.

## Quelle
- Fabian Ruhnau (www.kachelmannwetter.com): Der Eis-Februar 1956 – unter -30°C und zugefrorener Rhein (2019)